# Большая Таловая
Большая Таловая — хутор в Зерноградском районе Ростовской области России.
Административный центр Большеталовского сельского поселения.

## История
Первое поселение было основано в балке Малая Таловая в 1873 году.

## Улицы
| - ул. Будённого, - ул. Ворошилова, - ул. Думенко, - ул. Жукова, | - ул. Зои Космодемьянской, - ул. Ленина, - ул. Литунова, - ул. Молодёжная, | - ул. Островского, - ул. Первой Конной Армии, - ул. Полевая, - ул. Шоссейная. |

## Население
| 2010 |
| ---- |
| 847  |

## Известные уроженцы
- Литунов, Фёдор Михайлович (1886—1920) — комбриг Красной Армии, герой Гражданской войны.